# Tredjepartstillträde
Tredjepartstillträde eller TPA (Third Party Access) används som begrepp för att beskriva hur flera aktörer kan beredas tillträde till naturliga monopol, till exempel el-, gas- och fjärrvärmenät. För el- respektive gasnät är produktion och handel konkurrensutsatt vilket bl.a. innebär att leverantörer får tillträde till el-, och gasnät på icke-diskriminerande villkor. 
Genom att åstadkomma konkurrens finns det flera bedömare som anser att kundernas ställning skulle stärkas. Det finns dock de som menar att tredjepartstillträde samtidigt gör det svårare att optimera produktionen till och kontrollen i nätet, vilket innebär högre kostnader.

## Svenska näringsdepartementets direktiv om TPA och fjärrvärme
Idag drivs svenska fjärrvärmenät som lokala naturliga monopol. Det är enbart den leverantör som äger fjärrvärmenätet som har möjlighet att distribuera fjärrvärme till de kunder som är anslutna till nätet. Sverige har annars en lång tradition av monopol men de flesta andra nätverk förutom fjärrvärmens har öppnats upp; 
År 2009 tillsatte man en utredning från regeringen som syftar bland annat till att närmare analysera förutsättningarna för att införa ett lagstadgat tredjepartstillträde till fjärrvärmenäten och därigenom skapa förutsättningar för konkurrens på fjärrvärmemarknaderna. Detta för att kunderna ska få en stärkt ställning och ha en effektivare värmemarknad med lägre fjärrvärmepriser. 
| ”                                | begreppet tredjepartstillträde för fjärrvärmeverksamhet innebär att en tredje part, utöver fjärrvärmeleverantören och kunden, får tillträde till fjärrvärmenätet på icke-diskriminerande villkor och på ett eller annat sätt får avsättning för sin värme. Ett införande av tredjepartstillträde i fjärrvärmenäten skulle till exempel kunna innebära att spillvärmeleverantörer kan sälja värme direkt till konsumenten genom att få tillträde till nätet för själva distributionen | „ |
| – Näringsdepartementets direktiv | |   |

Utredningen Fjärrvärme i konkurrens, SOU 2011:44 presenterades i april 2011 och föreslår att fjärrvärmenäten öppnas upp för fler aktörer.